# Thomas R. Underwood

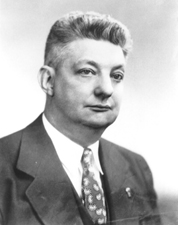
Thomas R. Underwood

Thomas Rust Underwood (* 3. März 1898 in Hopkinsville, Christian County, Kentucky; † 29. Juni 1956 in Lexington, Kentucky) war ein US-amerikanischer Politiker der Demokratischen Partei. Er gehörte beiden Kammern des Kongresses als Vertreter des Bundesstaates Kentucky an.
Bevor er eine politische Laufbahn einschlug, arbeitete Underwood als Journalist bei der Tageszeitung Lexington Herald; zeitweise war er auch in der Verwaltung des Staates Kentucky sowie auf der Pferderennbahn beruflich tätig.
Ab dem 3. Januar 1949 gehörte Thomas Underwood für die Demokraten dem Repräsentantenhaus der Vereinigten Staaten an. Nach zwei Jahren wurde er im Amt bestätigt; jedoch gab er sein Mandat danach schnell wieder ab, als er am 19. März 1951 als Nachfolger des verstorbenen Virgil Chapman zum US-Senator für Kentucky ernannt wurde. Er trat an, um dessen bis zum 3. Januar 1955 dauernde Amtszeit zu beenden, musste sich aber schon im folgenden Jahr einer Nachwahl stellen und unterlag dabei dem Republikaner John Sherman Cooper. So schied er am 4. November 1952 aus dem Kongress aus.
Nach seiner Zeit im Senat kehrte er nach Lexington zurück und arbeitete bis zu seinem Tod 1956 wieder für die dortige Zeitung.